# Hydrobatidae
Los hidrobátidos (Hydrobatidae) o petreles de las tormentas son una familia que engloba varias especies de paíños o paiños (también llamados patines), pequeñas aves pelágicas incluidas en los procelariformes.
Algunas autoridades subdividen esta familia en dos subfamilias si bien otras autoridades como el  Comité Ornitológico Internacional las han separado en dos familias:
- Oceanitidae: Paiños australes
- Hydrobatidae: Paiños septentrionales

Los paíños boreales se encuentran en el hemisferio norte, aunque algunas especies alrededor del Ecuador se adentran en el sur. Son estrictamente pelágicos, llegando a tierra sólo cuando se reproducen. En el caso de la mayoría de las especies, poco se sabe de su comportamiento y distribución en el mar, donde pueden ser difíciles de encontrar y más difíciles de identificar. Son aves marinas que se desarrollan en colonias, mostrando una fuerte filopatria hacia sus colonias natales y lugares de nidificación. La mayoría de las especies anidan en grietas o madrigueras, y todas menos una acuden a las colonias de cría nocturna. Las parejas forman vínculos monógamos a largo plazo y comparten las tareas de incubación y alimentación de los pollos. Al igual que muchas especies de aves marinas, la nidificación es muy prolongada, ya que la incubación dura hasta 50 días y el emplumado otros 70 días después.

## Morfología y vuelo

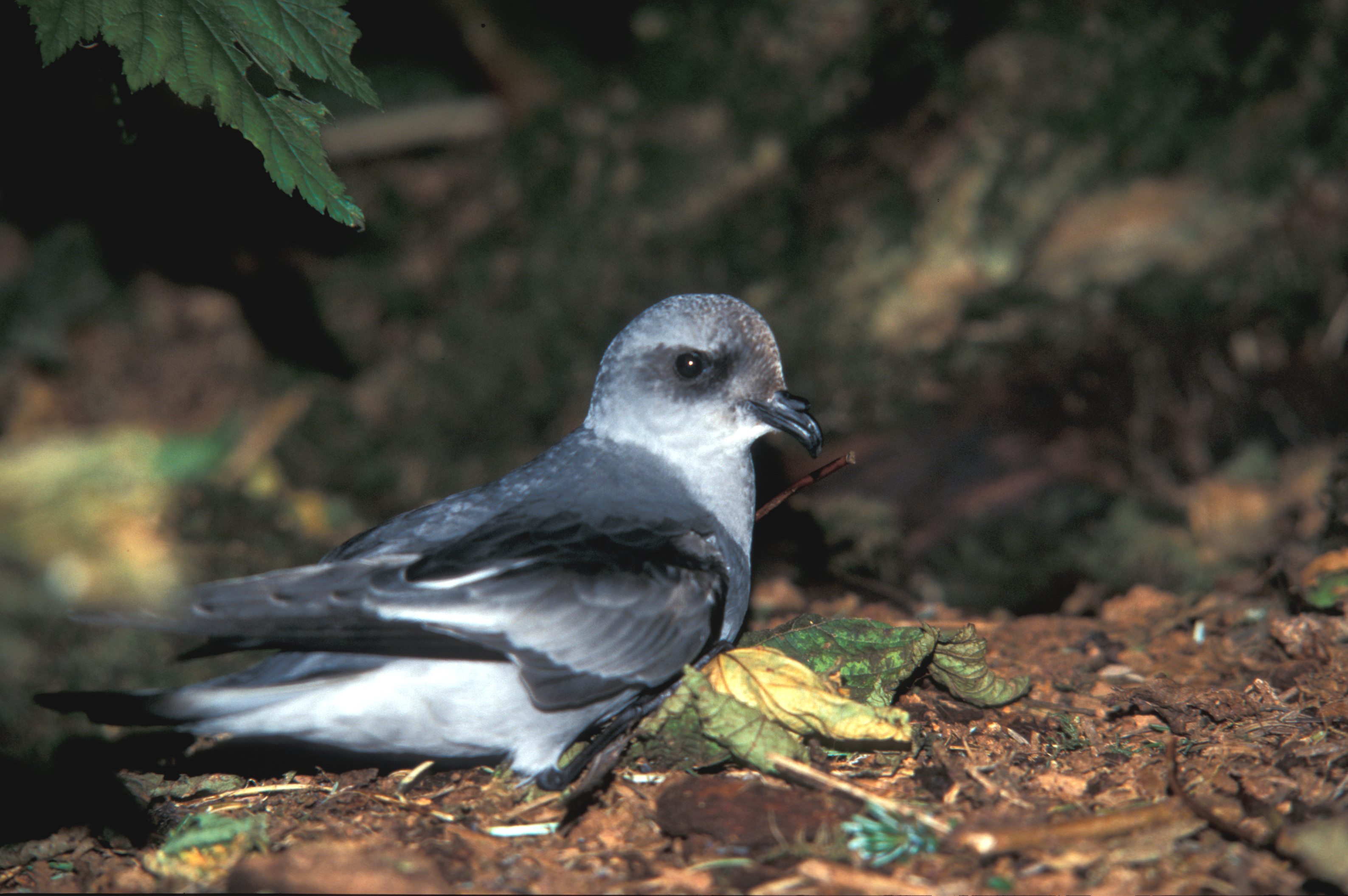
Inusualmente para los Hydrobatidae, el petrel de cola bifurcada tiene un plumaje completamente gris

Los paíños del norte son los más pequeños de todas las aves marinas, con un tamaño que oscila entre los 13 y los 25 cm de longitud.  Los hidrobátidos tienen las alas más largas que los paíños australes, la cola bifurcada o en forma de cuña y las patas más cortas. Las patas de todos los paíños son proporcionalmente más largas que las de otros Procellariiformes, pero son muy débiles e incapaces de soportar el peso del ave durante más de unos pocos pasos.
Todas las especies de Hydrobatidae, excepto dos, son en su mayoría de color oscuro con cantidades variables de blanco en la grupa. Dos especies tienen un plumaje completamente diferente, el paíño anillado, que tiene la parte inferior y las marcas faciales blancas, y el petrel de cola bifurcada, que tiene un plumaje gris pálido. Este es un grupo notoriamente difícil de identificar en el mar. Onley y Scofield (2007) afirman que gran parte de la información publicada es incorrecta, y que las fotografías que aparecen en los principales libros y sitios web sobre aves marinas suelen atribuirse incorrectamente a las especies. También consideran que varias listas nacionales de aves incluyen especies que han sido identificadas incorrectamente o que han sido aceptadas sobre la base de pruebas inadecuadas.
Los petreles de las tormentas utilizan una variedad de técnicas para ayudarse en el vuelo. La mayoría de las especies se alimentan ocasionalmente dando golpecitos en la superficie, manteniendo y moviendo las patas en la superficie del agua mientras se mantienen estables sobre ella. Se mantienen inmóviles planeando con rápidos aleteos o utilizando el viento para anclarse en el lugar. Sin embargo, este método de vuelo de alimentación es más comúnmente utilizado por los paíños de Oceanitidae. Los petreles de las tormentas del norte también utilizan el vuelo dinámico, planeando a través de los frentes de las olas ganando energía del gradiente vertical del viento.

## Dieta
La dieta de muchas especies de petreles de tormenta es poco conocida debido a las dificultades de investigación; en general, se cree que la familia se concentra en crustáceos. Muchas especies también capturan pequeños peces, gotas de aceite y moluscos. Se sabe que algunas especies son bastante más especializadas; se sabe que el petrel de espalda gris se concentra en las larvas de percebes.
Casi todas las especies se alimentan en la zona pelágica. Aunque los paíños son capaces de nadar bien y a menudo forman balsas en la superficie del agua, no se alimentan en el agua. En su lugar, la alimentación suele tener lugar en el ala, con aves que planean por encima o "caminan" por la superficie (ver morfología) y arrebatan pequeños bocados. En raras ocasiones, las presas se obtienen realizando inmersiones poco profundas bajo la superficie.
Al igual que muchas aves marinas, los petreles de las tormentas se asocian con otras especies de aves y mamíferos marinos para ayudar a obtener alimento. Pueden beneficiarse de las acciones de los depredadores que bucean, como los focas y los pingüinoss, que empujan a las presas hacia la superficie mientras cazan, lo que permite a los petreles de tormenta que se alimentan en la superficie alcanzarlas.

## Cría

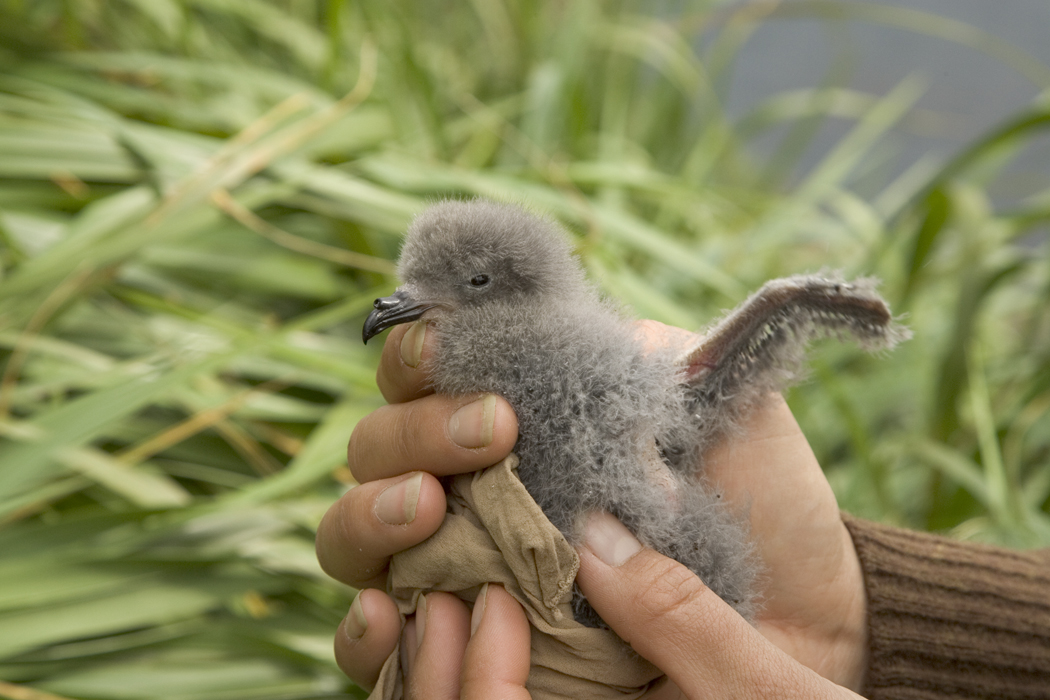
El polluelo de un petrel de las tormentas de cola bifurcada.

Los petreles de las tormentas anidan en colonias, en su mayor parte en islas, aunque unas pocas especies crían en tierra firme, particularmente Antártida. A los lugares de nidificación acuden de noche para evitar a los depredadores; los petreles de las Galápagos que anidan en las islas Galápagos son la excepción a esta regla y acuden a sus lugares de anidamiento durante el día.  Los paíños muestran altos niveles de filopatría, regresando a sus colonias natales para reproducirse. En un caso, se capturó un paíño de rabadilla anillada adulto a 2 m de su madriguera natal. Los petreles anidan en madrigueras excavadas en el terreno o la arena, o en pequeñas grietas en las rocas y piedras. La competencia por sitios de anidamiento es intensa en colonias conde los petreles de las tormentas compiten con otros petrels que utilizan madrigueras, existen registros de pardelas matando a petreles de las tormentas para ocupar sus madrigueras. Las colonias pueden ser muy grandes y densas, alcanzando en ocasiones densidades de 8 parejas/m2 para petreles de las tormentas con bandas en las Galapagos y existen registros de colonias de unos 3.6 millones de ejemplares del Leach's storm petrel.
Los petreles de las tormentas son monógamos y forman parejas a largo plazo que duran varios años. Los estudios de paternidad mediante huellas de ADN han demostrado que, a diferencia de muchas otras aves monógamas, la infidelidad (apareamiento fuera de la pareja) es muy rara. Al igual que ocurre con los demás Procellariiformes, una pareja pone un solo huevo en una temporada de cría; si el huevo fracasa, normalmente no se vuelve a intentar la puesta (aunque ocurre raramente). Ambos sexos incuban en turnos de hasta seis días. El huevo eclosiona al cabo de 40 o 50 días; la cría es criada continuamente durante unos 7 días más antes de ser dejada sola en el nido durante el día y alimentada por regurgitación por la noche. La comida del polluelo pesa alrededor del 10-20% del peso corporal de los padres y consiste tanto en presas como en aceite estomacal. El aceite estomacal es un aceite rico en energía (su valor calórico es de unas 9,6 kcal/g) creado por presas parcialmente digeridas en una parte del intestino anterior conocida como proventrículo. Al convertir parcialmente las presas en aceite estomacal, los petreles de las tormentas pueden maximizar la cantidad de energía que reciben los pollos durante la alimentación, una ventaja para las pequeñas aves marinas que sólo pueden hacer una única visita al pollo durante un periodo de 24 horas (por la noche).  La edad típica a la que los pollos empluman depende de la especie, tardando entre 50 y 70 días. El tiempo que se tarda en incubar y criar a las crías es largo para el tamaño del ave, pero es típico de las aves marinas, que en general son K-seleccionadas, viven mucho más tiempo, retrasan la reproducción durante más tiempo e invierten más esfuerzo en menos crías.  Las crías abandonan sus madrigueras alrededor de los 62 días. Se independizan casi al instante y se dispersan rápidamente por el océano. Regresan a su colonia original al cabo de 2 o 3 años, pero no se reproducen hasta al menos los 4 años. Se ha registrado que los paíños viven hasta 30 años.

## Amenazas y conservación

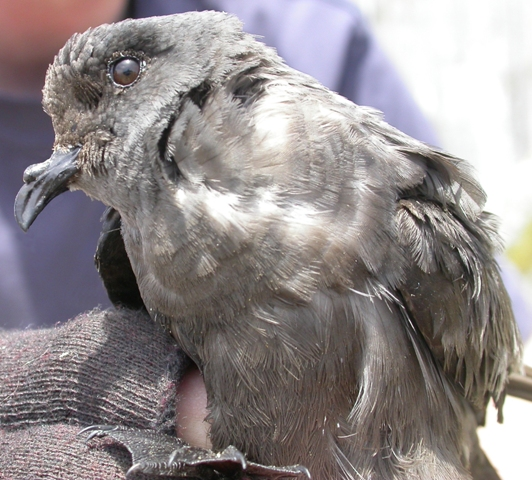
El declive del paíño ceniciento ha hecho que sea declarado especie en peligro por la UICN

Varias especies de paíños están amenazadas por las actividades humanas. El petrel de las tormentas de Guadalupe no se ha observado desde 1906 y la mayoría de las autoridades lo consideran extinto.  Una especie (el petrel de las tormentas ceniciento) está catalogada como en peligro de extinción por la UICN debido a una disminución del 42% en 20 años. Para el petrel de las tormentas anillado, incluso los lugares de sus colonias de cría siguen siendo un misterio.
Los paíños se enfrentan a las mismas amenazas que otras aves marinas; en particular, están amenazados por especies introducidas. El paíño de Guadalupe fue llevado a la extinción por gatos asilvestradoss, y los depredadores introducidos también han sido responsables de la disminución de otras especies. La degradación del hábitat, que limita las oportunidades de anidación, causada por las cabras y los cerdos introducidos también es un problema, especialmente si aumenta la competencia de los petreles de madriguera más agresivos.

## Especies
- Subfamilia Oceanitinae
  - Paíño de Wilson, Oceanites oceanicus
  - Paíño de Nueva Zelanda, Oceanites maorianus
  - Paíño de Elliot, Oceanites gracilis
  - Paíño Pincoya, Oceanites pincoyae
  - Paíño Dorsigrís, Garrodia nereis
  - Paíño Pechialbo, Pelagodroma marina
  - Paíño Ventrinegro or Gould's Storm-Petrel, Fregetta tropica
  - Paíño Ventriblanco, Fregetta grallaria
  - Paíño Gorgiblanco, Nesofregetta fuliginosa
- Subfamilia Hydrobatinae
  - Paíño europeo Hydrobates pelagicus
  - Paíño Boreal Oceanodroma leucorhoa
  - Paíño de Matsudaira Oceanodroma matsudairae
  - Paíño Menudo, Oceanodroma microsoma
  - Paíño de las Galápagos, Oceanodroma tethys
  - Paíño de Madeira, Oceanodroma castro
  - Paíño de Swinhoe, Oceanodroma monorhis
  - Paíño de Guadalupe, Oceanodroma macrodactyla
  - Paíño de Tristram, Oceanodroma tristrami
  - Paíño Ahumado, Oceanodroma markhami
  - Paíño Negro, Oceanodroma melania
  - Paíño Ceniciento, Oceanodroma homochroa
  - Paíño Acollarado, Oceanodroma hornbyi
  - Paíño Rabihorcado, Oceanodroma furcata

- Extintos
  - Oceanodroma hubbsi † (California, Mioceno temprano)
  - Oceanites zalascarthmus † (Sudáfrica, Plioceno)
  - Primodroma bournei † (Gran Bretaña, Eoceno)